# Europaskolor

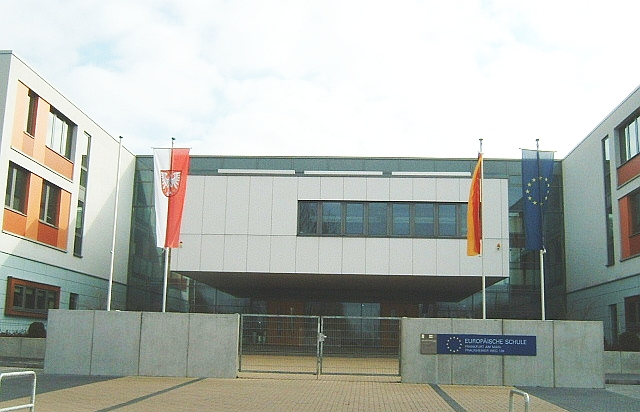
Europaskolan i Frankfurt am Main.

Europaskolor är skolor avsedda för barn till anställda inom Europeiska unionens (EU:s) organ. Europaskolornas verksamhet omfattar nivåerna förskola, grundskola och gymnasieskola (sekundärskola) och skolgången vid respektive skola bedrivs på flera olika av EU:s officiella språk. Antalet Europaskolor läsåret 2020/2021 är 13 och de finns i på totalt 9 orter i sex länder (Belgien, Nederländerna, Tyskland, Italien, Spanien och Luxemburg), där större EU-organ finns lokaliserade. Det totala antalet elever är cirka 28 000. Det finns dessutom flera kategori 2 Europaskolor, till exempel Europeiska skolan i Strasbourg.[källa behövs]

## Språksektioner
Antalet språksektioner per skola varierar mellan tre och tolv. Engelska, franska och tyska språksektioner finns vid samtliga Europaskolor. Vid två av Europaskolorna, Luxemburg I och Bryssel II, finns svenska språksektioner. Det totala antalet svenska elever är cirka 400.

### Undervisning
Undervisningens tyngdpunkt ligger på modersmål, matte och främmande språk, dessutom är också konst, musik, sport, o.ä. och religion/etik viktiga.

## Lista över Europaskolor

### Belgien
Det finns fem Europaskolor i Belgien varav fyra i Brysselområdet, och en i Mol.
- Europaskolan Bryssel I, i kommunen Uccle, öppnad 1958
- Europaskolan Bryssel II, i kommunen Woluwe-Saint-Lambert, öppnad 1974 - en av de skolor som har en svensk språksektion
- Europaskolan Bryssel III, i kommunen Ixelles, öppnad 2000
- Europaskolan Bryssel IV, avsedd att vara belägen i stadsdelen Laeken i Bryssels kommun, men för närvarande belägen i stadsdelen Berkendael i kommunen Forest, öppnad 2006
- Europaskolan Mol, öppnad 1960

### Frankrike
- Europaskolan Strasbourg, öppnar i september 2008

### Italien
- Europaskolan Varese, öppnad 1960

### Luxemburg
I storhertigdömet Luxemburg finns två Europaskolor, båda belägna i staden Luxemburg.
- Europaskolan Luxembourg I (Kirchberg), öppnad 1953 - en av de skolor som har en svensk språksektion
- Europaskolan Luxembourg II (Bertrange/Mamer), öppnad 2007

### Nederländerna
- Europaskolan Bergen, öppnad 1963

### Spanien
- Europaskolan Alicante, öppnad 2002

### Storbritannien
- Europaskolan Culham, öppnad 1978 stängd 31.08.2017[6]

Tyskland
- Europaskolan Frankfurt am Main, öppnad 2002
- Europaskolan Karlsruhe, öppnad 1962
- Europaskolan München, öppnad 1977

Den europeiska skolan i Frankfurt innehåller en engelsk, en tysk, en italiensk, en fransk och en spansk sektion för varje årskurs.